# Centre pour le droit et la démocratie
Pour les articles homonymes, voir CLD.
Le Centre pour le droit et la démocratie, ou CLD, est une organisation non gouvernementale canadienne destinée à la promotion des droits fondamentaux pour la démocratie, en particulier la liberté d'expression, d'association, le droit à l'information et les libertés numériques.

## Projets

### The Global Right to Information Rating
Le CLD est principalement connu pour la publication du Global Right to Information Rating ("Classement Mondial du Droit à l'Information"), une analyse comparative des lois d'accès à l'information, développée en partenariat avec Access Info Europe et un réseau d'experts en transparence. Le Classement offre aux militants, législateurs, journalistes et critiques la possibilité de mesurer le droit à l'information dans leur pays à celui de leurs voisins et aux modèles internationaux de référence. Il est fréquemment cité par les médias internationaux,,,,,,,.
Le Classement évalue la législation concernée en s'appuyant sur 61 indicateurs, divisés en 7 catégories : Droit d'Accès, Champ d'Application, Procédure de Requête, Exceptions, Possibilités d'Appel, Sanctions et Protection, et Mesures Promotionnelles. Actuellement, les pays réalisant les meilleurs scores sont - dans l'ordre - la Serbie, l'Inde et la Slovénie; les pires étant l'Autriche, le Liechtenstein et le Tajikistan.

### Transition démocratique du Myanmar
Le CLD soutient également la transition démocratique au Myanmar, notamment en contribuant à la fondation du Myanmar Media Lawyers' Network ("Réseau des avocats des médias du Myanmar") et en encourageant la diffusion des droits de l'homme auprès du gouvernement, des partis politiques et de la société civile. En 2015, le Centre, aux côtés de David Kaye, le Rapport spécial des Nations unies sur la promotion et la protection du droit à la liberté d'opinion et d'expression et de Ye Htut (en), le ministre birman de l'information, ont participé au Congrès mondial de l'Institut International de la Presse pour y défendre la nécessité d'étendre le droit à la liberté d'expression dans le pays.

### Réforme législative à Terre-Neuve-et-Labrador
Le Centre a joué un rôle important dans l'amélioration de la loi sur le droit à l'information à Terre-Neuve-et-Labrador.  En 2012, l'assemblée législative provinciale a adopté une loi controversée qui a affaibli considérablement la transparence du gouvernement,. Après de vives critiques du CLD, Felix Collins (en), le procureur général de Terre-Neuve, a décrit l'organisation comme étant “cheap, amateurish” et “two-bit outfit” (bas de gamme, amateuresque et insignifiante) devant l'assemblée législative. Dans sa réponse, le Centre fit remarquer qu'il avait souvent travaillé dans des conditions difficiles, au Kazakhstan, au Myanmar ou en Somalie, mais que c'était la première fois que leur professionnalisme et leur intégrité étaient remises en cause par un politicien. Deux ans plus tard, après un ensemble de consultations dont le CLD fut l'un des principaux participants, le gouvernement fit adopter un grand nombre d'amendements à la loi, ce qui aboutit à une amélioration considérable du droit à l'information dans la province.

### Droits de l'homme en Indonésie
Le CLD s'est impliqué activement dans la promotion pour le renforcement du droit à l'information en Indonésie. Il a notamment rédigé une amicus curiae pour la Cour constitutionnelle indonésienne, publié un rapport sur les obstacles à l'implémentation du droit à l'information en Indonésie, cité par l'University College of London’s Constitution Unit. 
Le CLD a également participé à un International Partnership Mission to Indonésie ("Mission Internationale de Partenariat pour l'Indonésie") dans le but de protéger les médias locaux en renforçant les lois sur les libertés de la presse et d'expression. À la suite des consultations avec les représentants du gouvernement, de la société civile et des médias, la mission a identifié de nombreux domaines où une amélioration était envisageable: impunité contre des violences commises envers des journalistes, contrôle quasi-monopolistique d'une partie du paysage médiatique, peines sévères pour certaines formes de discours sur Internet, et restrictions sur l'accès physique à certaines parties du pays.